# アエトサウロイデス
アエトサウロイデス（学名：Aetosauroides）は、後期三畳紀の南アメリカに生息した鷲竜類の絶滅した属。南アメリカから知られている4属の鷲竜類の1つであり、この他の属にNeoaetosauroides、Chilenosuchus、Aetobarbakinoidesがいる。本属に分類された命名済みの種はA. scagliai、A. subsulcatus、A. inhamandensisの3種である。化石はアルゼンチン北西部に分布するイスキガラスト層やブラジル南東部のサンタマリア層で産出している。これらの地層の層序年代がカーニアン階からノーリアン階にあたるため、アエトサウロイデスは最古級の鷲竜類の1つになっている。

## 特徴

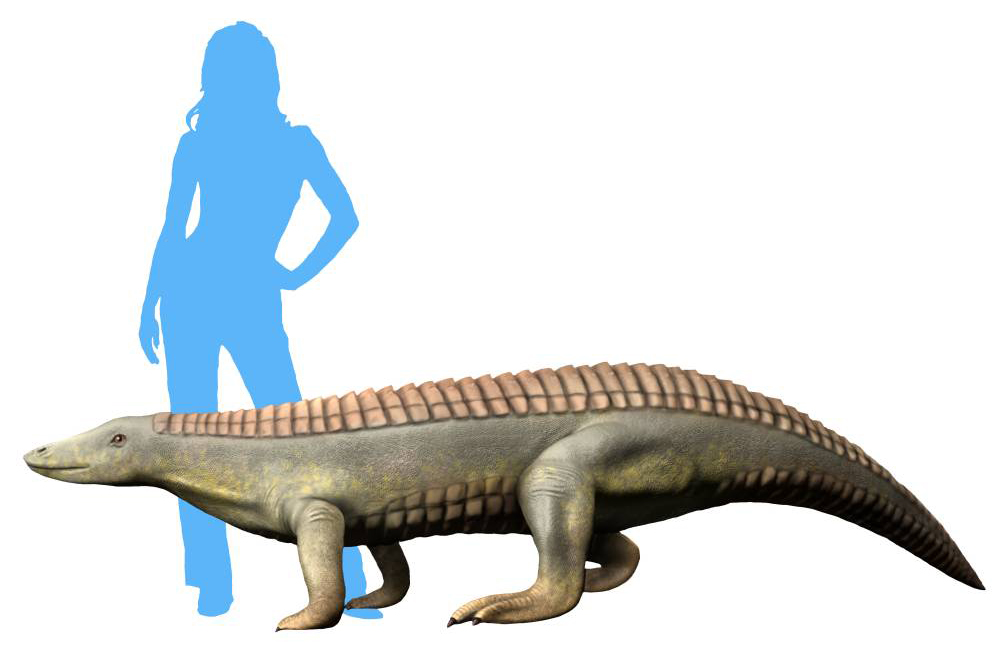
A. scagliaiの復元図

大半のアエトサウロイデスの個体は全長約1.3メートルで、大型個体（組織学的研究から23歳と推定）は約2.4メートルに達する。おそらく全長1メートル程度で性成熟を迎えたと考えられているが、性成熟を迎えた個体も完全に成長しきっていたわけではない。アエトサウロイデスは性的二形が示唆されており、雄は全長2メートル台に達している。
アエトサウロイデスは1996年と2002年にスタゴノレピスのジュニアシノニムであることが提唱された。アエトサウロイデス属を構成するうちの2種であるA. scagliaiとA. subsulcatusは小型個体がStagonolepis robertsoni、大型個体がS. wellesiに属するとされた。アエトサウロイデスとスタゴノレピスを同属異名とする見解は受け入れられず、複数の研究で2属を区別する固有の特徴が同定された。これらの中には、鼻孔に寄与しない上顎骨、椎体に存在する楕円形の穴、下顎の凸な縁といった形態形質状態が挙げられる。2011年の研究では、A. subsulcatusとA. inhamandensisがA. scagliaiのシノニムとして提唱された。さらに2014年に幼若個体の標本に基づいて命名された同時代の鷲竜類Polesinesuchus aurelioiも、2021年の研究でアエトサウロイデスの幼若個体の標本の椎骨や基後頭骨との類似性が認められ、後者のジュニアシノニムであることが提唱された。

## 分類
Desojo et al. (2012)の系統解析では、アエトサウロイデスはスタゴノレピス科の外に置かれた。この系統関係が正しいならば、スタゴノレピス科と鷲竜類が同義でなく、アエトサウロイデスはスタゴノレピス科に属さない最初の鷲竜類となる。